# CV-35
CV-35 (Carro Veloce 35, slovensko: hitri tank) ali L3/35 je bil italijanski tank.

## Zgodovina
CV-35 je bil narejen po uvoženemu britanskem tanku Carden Loyd tankette. Tako kot CV-33, je bil tudi ta tank narejen leta 1933. Leta 1938 so ga preimenovali v L3/35. Skupaj z verzijam je bilo narejenih od 2000 do 2500 tankov. Pred drugo svetovno vojno so jih uporabljali v drugi italijansko abesinski vojni, španski državljanski vojni in v slovaško madžarski vojni. Med drugo svetovno vojno so tanki sodelovali povsod kjer so se bojevali Italijani.